# Moon of Desire
Moon of Desire é uma telenovela filipina exibida pela ABS-CBN a partir do dia 31 de março a 15 de agosto de 2014, estrelado por Meg Imperial e JC de Vera, juntamente com Ellen Adarna, Dominic Roque e Miko Raval.

## Elenco

### Elenco principal
- Meg Imperial como Ayla
- JC de Vera como Jeff
- Ellen Adarna como Tamara
- Dominic Roque como Vince
- Miko Raval como Erron

### Elenco de apoio
- Carmi Martin como Soledad
- Beauty Gonzalez
- Dawn Jimenez
- Franco Daza
- Devon Seron como Riri
- Precious Lara Quigaman como Mia
- Guji Lorenzana

### Elenco estendida
- Perla Bautista como Amor
- Bodjie Pascua
- Peter Serrano
- Karen Reyes
- Moi Bien
- Djanin Cruz
- Benj Bolivar

### Elenco convidado
- Carlo Sawit
- Arnold Reyes

### Participações especiais
- Veyda Inoval como Ayla
- Bugoy Cariño como Jeff/Jepoy
- Sofia Millares como Riri

## Exibição
| País           | Emissora             |
| -------------- | -------------------- |
| Filipinas      | ABS-CBN              |
| Estados Unidos | The Filipino Channel |
| Canadá         | The Filipino Channel |
| Europa         | The Filipino Channel |
| Japão          | The Filipino Channel |
| Hong Kong      | The Filipino Channel |
| Indonésia      | The Filipino Channel |
| Austrália      | The Filipino Channel |